# Арыкова (деревня)
Арыкова (Арыково) — это одна из старейших деревень Кунашакского района Челябинской области России. Входит в состав Кунашакского сельского поселения.

## История
В 1974 году в деревне были колхозные фермы, пашни, начальная школа, мечеть и магазин.
Основным населением были башкиры. Населённый пункт был включён в зону радиоактивного заражения из за техногенной аварии 1957 г. на ПО «Маяк», но катастрофа прошла стороной. 
Однако в начале 1970-х годов жители стали разъезжаться в города. Со временем деревня, опустела. Тогда было принято решение исключить Арыково из списка населённых пунктов Челябинской области. Все пустующие дома снесли, на их месте возникла пашня. В 1974 году деревню в 60 дворов расселили.
Переселение людей произошло вовсе из-за принятого государством решения о наличии бесперспективных деревень в России. Населённый пункт исключили из учётных данных административно- территориального деления области 28.02.1983 года согласно постановлению № 134 Челябинского областного совета народных депутатов. 
Название Арыково исчезло с карты Челябинской области более 30 лет назад. В 1977 году в результате проводимой тогда политики укрупнения сельских поселений деревня была признана неперспективной. Жителей переселили в райцентр и соседние села, на месте Арыково распахали поле.
Мухаметьян Латыпов, уроженец Арыкова, уехал из Челябинска ещё ребёнком, окончил училище и 22 года проработал на заводе металлургом. В начале 1990-х прочитал в российско-американском журнале о фермерах и сам решил стать фермером.
«Весной 1991 года мне подписали документы на организацию фермерского хозяйства и дали в аренду сорок гектаров пашни, — рассказывает Мухаметьян Латыпов, — Как раз на том самом месте, где когда-то стояла моя деревня». Забрав из города жену, Мухаметьян поставил в поле армейскую палатку и с гордостью заявил: «Здесь будет деревня Арыково!» До холодов прожили супруги в палатке, затем поставили строительный вагончик и только на следующий год приступили к постройке дома. С тех пор Латыповы никуда из своего Арыково не уезжали. Прошло уже восемнадцать лет с того дня, когда Латыповы поселились в чистом поле на месте. Теперь фермер обрабатывает 40 гектаров собственной пашни и 300 арендованных. Есть тракторы, комбайны и грузовик. «Сейчас у нас 7 коров, 80 овец, индюшек 70 голов, большой огород» (2009 год)

## Население
| 2010 |
| ---- |
| 14   |